# Peptide C
Il peptide C o peptide di connessione è un peptide, costituito da 31 amminoacidi presente nella proinsulina.Questo frammento non è inerte, come si pensava fino a qualche tempo fa, ma svolge alcune importanti funzioni biologiche, per esempio interviene nella riparazione della tonaca muscolare delle arterie.
Per gli esami di diabete viene effettuata la monitorizzazione di questo parametro poiché la proteina C è un frammento della molecola originale, ovvero dell'insulina.